# Confetti (film)
Confetti – angielska komedia romantyczna z 2006 roku w reżyserii Debbie Isitt.

## Opis fabuły
Opowieść o trzech parach, które konkurują o tytuł organizatora Najbardziej Oryginalnego Ślubu Roku, który przyznaje magazyn Confetti. Nagrodą jest dom warty pół miliona funtów i zdjęcie na okładce magazynu. Każda para ma swoją wizję ślubu. Jedna para to staromodni romantycy. Druga to zawodowi tenisiści, którzy nie biorą porażki pod uwagę. Trzecia para nie uznaje ubrań. Organizatorzy ślubów służą dobrą radą – mają urzeczywistnić ich marzenia. Dobierane są układy taneczne, kolory, cylindry... Film ukazuje wszelkie przygotowania i całą drogę przed ołtarz. Ukazane są nieoczekiwane wpadki, relacje między uczestnikami przygotowań oraz wtrącająca się rodzina.

## Obsada
- Jimmy Carr – Antoni
- Jessica Stevenson – Sam
- Martin Freeman – Matt
- Olivia Colman – Joanna
- Robert Webb – Michael
- Meredith MacNeill – Isabelle
- Stephen Mangan – Josef
- Vincent Franklin – Archie
- Jason Watkins – Gregory
- Felicity Montagu – Vivienne
- Alison Steadman – mama Sam
- Sarah Hadland – siostraSam
- Marc Wootton – Snoopy
- Selina Cadell – mama Joanny
- Ron Cook – tata Sam
- Jesus de Miguel – trener gry w tenisa
- Julia Davis – Marriage Counsellor
- Mark Heap – Registrar

## Kontrowersje
Wkrótce po premierze filmu rozgorzał szeroko opisywany w mediach konflikt między reżyserką i producentami a dwójką aktorów. Spór dotyczył wątku pary nudystów, którzy decydują się na wzięcie ślubu zupełnie bez ubrań. Występujący w ich rolach znani aktorzy komediowi Robert Webb i Olivia Colman zgodzili się zagrać swoje sceny całkowicie nago, ale tylko pod warunkiem, że na etapie postprodukcji obraz zostanie rozmazany tak, aby w filmie nie było widać ich intymnych części ciała. Stało się jednak inaczej - film trafił do kin w wersji zawierającej zupełnie nagie sceny tej dwójki aktorów. Olivia Colman uznała przeżycia związane z tym wydarzeniem za "najgorsze doświadczenie jej życia", stwierdziła też, że po tej sytuacji już nigdy nie będzie w stanie w pełni zaufać nikomu w swojej pracy. Aktorzy rozważali pozew przeciwko autorom filmu, jednak ostatecznie uznali, iż jest to bezcelowe, ponieważ został on już szeroko rozpowszechniony i wyrządzonych im krzywd moralnych nie da się naprawić.